# Andy Bell (musiker)
 Der er flere personer med dette navn, se Andy Bell.
Andrew Piran "Andy" Bell (født 11. august 1970 i Cardiff, Wales) er en britisk musiker, sangskriver, sanger, producer, DJ og tidligere medlem af de engelske 1990'er bands Shoegazing, Ride og senere også Hurricane #1. I Danmark vil han hovedsageligt huskes som bassist og med-sangskriver i de senere års line-up af det kendte engelske britpopband Oasis. På de sidste Oasis-udgivelser var arbejdsfordelingen og rollerne i bandet mere uklart definerede, og Bell havde derfor mulighed for at påvirke numrene, han selv medvirkede på, gennem egne idéer og sit guitarspil. I 2011 og 2013 indspillede Andy Bell to albums med post-Oasis bandet Beady Eye, men i 2014 blev bandet opløst.